# 正田昭
正田 昭（しょうだ あきら、1929年4月19日 - 1969年12月9日）は、日本の元死刑囚、小説家である。

## 人生
正田は裕福な中流家庭で兄3人と姉2人の末っ子として大阪府に生まれる。弁護士だった父は生後5ヶ月で他界し、教師だった母親によって育てられる。母は賢母だったが印鑑と銀行の貸金庫の鍵を肌身離さず持つなど金に対する執着が強く、そのような母に耐えられなかった長兄が家庭内暴力をするようになる。
1947年、大阪府立住吉中学校（現・大阪府立住吉高等学校）卒業。旧制高等学校の受験に二度失敗。長兄の暴力から逃げるような形で慶應義塾大学経済学部予科へ進学。大学時代に1歳年下の女性と交際。しかし、正田は友人から交際相手が「同時に多くの男性と交際する女性で、友人自身もその交際相手の一人だった」と聞かされ、衝撃を受ける。それ以降、麻雀、ダンスと浪費癖が激しくなって生活が堕落し、自殺も考えるようになった。
大学卒業後は日産自動車への就職が内定したものの、健康診断で肺浸潤と診断されたため内定取り消しの憂き目にあい、腰掛けのつもりで中堅の証券会社に勤務。交際していた相手の叔母が得意先となり資金を運用していたが、顧客の株券・預り金を使いこんだため、入社からわずか2ヶ月の1953年6月25日付で会社から解雇された。
解雇されて1ヶ月後の7月27日に彼女の叔母の資金を返すために仲間2人とともにバー・メッカ殺人事件を起こし、41万円を強奪。その直後に警察に指名手配されて逃亡していたが、10月12日に京都で逮捕される。当初は共犯者を主犯とする供述をしていたが、やがて自分が主犯だと自供した。
獄中で福音に接し、カトリックの洗礼を受ける。それ以後の正田は模範囚であった。東京拘置所ではカービン銃ギャング事件の主犯と親しかった。
1963年に最高裁で死刑が確定した。確定後は一人の女性と文通交際を始め、彼女が心の支えとなり、獄中で小説を書くようになる。1963年に書いた小説「サハラの水」は、「群像」の新人賞候補にもなった。
1969年12月9日、死刑執行。40歳没。当時は死刑執行を前日に知らされており、残された時間で家族やフランス人神父と面会するとともに、知人や友人に手紙を書き残した。
作家・精神科医の加賀乙彦は獄中の正田との交流や関係者との接触に基づき、1979年1月に正田をモデルとした小説『宣告』を発表している。のちに加賀は、正田について、「私は正田昭からキリスト教を学んだと言えるでしょう」、「不思議なことでした。死刑囚からキリスト教を教わり、そして信者になる。まさに私の恩人の一人」と発言している（門脇佳吉との対談、中央公論2014年1月号）。

## 著書
- 「サハラの水」（第六回群像新人文学賞最終候補。受賞は文沢隆一「重い車」）（『ふるさと文学館』第55巻 海外編　所収、1995年、ぎょうせい）
- 『黙想ノート』（1967年、みすず書房）
- 『獄中日記・母への最後の手紙』（1971年、女子パウロ会）
- 『夜の記録』（1999年、聖パウロ女子修道会）

## 正田昭を演じた俳優
- 石田純一 - 映画『さらば、わが友　実録大物死刑囚たち』
- 萩原健一 - ドラマ『宣告』

## トピック
2021年10月、正田の未発表の小説6編が発見された。2021年10月23日東京新聞夕刊に、その一部が掲載された。